# Pieczynek
Pieczynek (prononciation : [pjɛˈt͡ʂɨnɛk]) est un village polonais de la gmina de Złotów dans le powiat de Złotów de la voïvodie de Grande-Pologne dans le centre-ouest de la Pologne.
Il se situe à environ 5 kilomètres à l'ouest de Złotów (siège de la gmina et du powiat), et à 106 kilomètres au nord de Poznań (capitale de la Grande-Pologne).

## Histoire
De 1975 à 1998, le village faisait partie du territoire de la voïvodie de Piła.

Depuis 1999, Pieczynek est situé dans la voïvodie de Grande-Pologne.